# Отравления ртутью
Отравления ртутью — расстройства здоровья, связанные с избыточным поступлением паров или соединений ртути в организм. Различают острое и хроническое отравление ртутью; последнее называется меркуриализм (от англ. mercury — ртуть), в случае хронического отравления малыми дозами ртути — микромеркуриализм.

## История
Токсические свойства ртути известны с глубокой древности.
Соединения ртути — киноварь, каломель и сулема — применялись для разных целей, в том числе и в качестве ядов. С древних времён известна также и металлическая ртуть, хотя её токсичность поначалу сильно недооценивалась.
Ртуть и её соединения стали особенно широко применяться в средние века, в частности при производстве золота и серебряных зеркал (в виде амальгам), а также при изготовлении фетра для шляп, что вызвало поток новых, уже профессиональных отравлений. Хроническое отравление ртутью в то время называли «болезнь старого шляпника». Использовалась ртуть и в антисептических целях, и даже для умышленного отравления.